# Henri Evrot
Henri Evrot, né le 6 juin 1901 et mort à une date inconnue, est un bobeur français.

## Carrière
Il remporte la médaille de bronze de bob à quatre des Championnats du monde de bobsleigh en 1947 à Saint-Moritz et se classe onzième du bob à deux et treizième du bob à quatre lors des Jeux olympiques de 1948.

## Palmarès

### Championnats monde
- : médaillé de bronze en bob à 4 aux championnats monde de 1947.